# Karl Cammann
Karl Cammann (* 15. Mai 1939 in Düsseldorf) war von 1987 bis 2005 Professor für Analytische Chemie an der Universität Münster. 
Nach einer Chemielaboranten-Lehre absolvierte er eine Ausbildung zum Chemie-Ingenieur an der Staatlichen Ingenieurschule für Maschinenwesen in Essen, die er mit einer fachgebundenen Hochschulreife abschloss. Nach zwei Jahren Industrietätigkeit bei der Fa. Beckman Instruments in München nahm er nebenberuflich an der TU München das Chemie-Studium auf, das er 1970 mit einer Diplomarbeit über „Photoeffekte am System Zn/ZnO“ bei Heinz Gerischer abschloss. 
Cammann wurde 1975 bei Gerhard Ertl (Chemie-Nobel-Preis 2007) an der Ludwig-Maximilians-Universität München (LMU) mit einer Arbeit über die Wirkungsweise ionenselektiver Elektroden promoviert (Dr. rer. nat.). Bis 1979 war er Leiter der geochemischen Laboratorien des Mineralogisch-Petrographischen Instituts der LMU. 1975 war er Post-Doktorand an der State University of New York at Buffalo und 1977 an der University of Chicago. 1979 wurde er Professor für Analytische Chemie an der Universität Ulm, war 1984/85 Gastprofessor an der University of Delaware in Newark, wurde 1986 Professor an der TU München und 1987 Professor und Lehrstuhlinhaber für Analytische Chemie in Münster (Nachfolger von Fritz Umland). Außerdem leitete er 1991 bis 2004 das Institut für Chemo- und Biosensorik (ICB e.V.) an der Universität Münster.
Er befasst sich mit Entwicklung von Instrumenten für die Analytische Chemie, unter anderem Spektroskopie im Sichtbaren, UV und nahem Infrarot, Elektrochemie, Chromatographie, Chemische und Bio-Sensoren, Spurenanalyse in der Umweltchemie einschließlich Spezies-Analysis, Fernüberwachung und Online-Überwachung. Er hält über 30 Patente und verfasste als Autor oder Co-Autor über 300 Publikationen.
Er ist der Enkel von Gerhard Cammann.

## Schriften
- Das Arbeiten mit ionenselektiven Elektroden, Springer-Verlag 1973.
- Working with Ion-Selective Electrodes, Springer Verlag 1979.
- Instrumentelle Analytische Chemie, Spektrum-Verlag, Heidelberg 2001.